# Fountain Valley (Kalifornija)
Fountain Valley je grad u američkoj saveznoj državi Kalifornija. Prema popisu stanovništva iz 2010. u njemu je živjelo 55.313 stanovnika.